# Luis Manuel Quiñónez
Luis Manuel Quiñónez (Tumaco, Colombia; 5 de octubre de 1968) es un exfutbolista de Colombia que jugaba en la posición de centrocampista.

## Carrera

### Club
| Periodo   | Club                 |
| --------- | -------------------- |
| 1988-1991 | Millonarios FC       |
| 1992-1996 | Once Caldas          |
| 1997-1999 | Deportes Tolima      |
| 2000      | Deportivo Pasto      |
| 2001      | CA Boca Juniors      |
| 2002-2003 | Atlético Bucaramanga |
| 2004-2005 | Monagas SC           |

## Selección nacional
Jugó para Colombia en 17 ocasiones de 1995 a 1997 y anotó tres goles; participó en la Copa América 1995.

### Participaciones enEliminatorias al Mundial
| Eliminatoria                          | Sede del Mundial | Posición      | Resultado   | PJ | GA | Asis |
| ------------------------------------- | ---------------- | ------------- | ----------- | -- | -- | ---- |
| Eliminatorias Mundial de Francia 1998 | Francia          | 3°lugar 28pts | Clasificado | 2  | 0  | 1    |

### Participaciones enCopas América
| Torneo            | Sede    | Resultado    | PJ | GA | Asis |
| ----------------- | ------- | ------------ | -- | -- | ---- |
| Copa América 1995 | Uruguay | Tercer lugar | 3  | 1  | 1    |

## Logros
- Categoría Primera A (1): 1988